# HD 39901
HD 39901 är en ensam stjärna i den södra delen av stjärnbilden Duvan. Den har en skenbar magnitud av ca 6,56 och kräver åtminstone en handkikare för att kunna observeras. Baserat på parallax enligt Gaia Data Release 2 på ca 5,1 mas, beräknas den befinna sig på ett avstånd på ca 646 ljusår (ca 198 parsek) från solen. Den rör sig närmare solen med en heliocentrisk radialhastighet på ca -10 km/s.

## Egenskaper
HD 39901 är en orange till gul jättestjärna av spektralklass K3 III. Den har en massa som är ca 1,3 solmassor, en radie som är ca 21 solradier och har ca 143 gånger solens utstrålning av energi från dess fotosfär vid en effektiv temperatur av ca 4 400 K.